# しょうがない 夢追い人
『しょうがない 夢追い人』（しょうがない ゆめおいびと）は、モーニング娘。の39枚目のシングル。2009年5月13日に発売された。

## 概要
両曲ともにメインボーカルは高橋愛、田中れいな。
初回生産限定盤AのCD+DVD（Dance Shot Ver.）、初回生産限定盤BのCD+DVD（Close-up Ver.）、CDのみ通常盤の3形態で発売された。初回生産限定盤A、B、通常盤（初回仕様）ともイベント抽選シリアルナンバーカードが封入されている。
「歩いてる」以来2年半ぶりとなるオリコン週間ランキング初登場1位を獲得（デイリーランキング1位は2回獲得）。高橋愛のリーダー就任後初、光井愛佳・ジュンジュン・リンリンの8期メンバー加入後初の1位獲得となり、モーニング娘。自身が持つ女性グループのオリコンシングルCD最多首位獲得回数を11に伸ばした。
ミュージックビデオは、埼玉県本庄市の本庄早稲田国際リサーチパークで撮影された。

## 規格品番

### 初回生産限定盤A
- CD：EPCE-5637
- DVD：EPCE-5638

### 初回生産限定盤B
- CD：EPCE-5639
- DVD：EPCE-5640

### 通常盤
- EPCE-5641

## 収録曲
全作詞・作曲：つんく
1. しょうがない 夢追い人
編曲：平田祥一郎
つんく♂は『モーニング娘。まるっと20年スペシャル!』の中で、「どうしようもない彼氏のことを歌っているように書いているけど、この曲はメンバーの心の叫びだったように思うんです。『このドアを叩いて突き破ってその先の世界に飛び立ちたい！』というポジティブな気持ちの裏側にある『今の締め切ったドアの中にいる自分』を曲にしたのがこの曲です。高橋愛や新垣里沙など、メンバーの気持ちそのままなんです、きっと」と述べている。
2. 3.2.1 BREAKIN'OUT!
編曲：田中直
『アニメエキスポ2009』公式テーマソング。myspaceで、素材（音源、映像）を提供したオリジナルプロモーションビデオ（OPV）のコンテストを開催した[4]。
カップリング曲では「恋はDo The Hustle!」以来、正式なMVが制作されている。
3. しょうがない 夢追い人（Instrumental）

## 参加メンバー
- 5期：高橋愛、新垣里沙
- 6期：亀井絵里、道重さゆみ、田中れいな
- 7期：久住小春
- 8期：光井愛佳、ジュンジュン、リンリン

## 参加ミュージシャン
- 平田祥一郎 - アレンジメント&プログラミング（1）
- 鎌田浩二 - ギター（1,2）
- 高橋愛 - コーラス（1）
- 道重さゆみ - コーラス（1）
- 田中直 - アレンジメント&プログラミング（2）
- モーニング娘。 - コーラス（2）